# IC 1516
IC 1516 ist eine Spiralgalaxie vom Hubble-Typ Sbc im Sternbild Fische auf der Ekliptik. Sie ist schätzungsweise 330 Millionen Lichtjahre von der Milchstraße entfernt und hat einen Durchmesser von etwa 175.000 Lichtjahren. Gemeinsam mit IC 1515 bildet sie das isolierte Galaxienpaar KPG 597.
Das Objekt wurde am 12. November 1891 von Lewis Swift  entdeckt.